# Joan Vergés
Joan Vergés i Calduch (Barcelona, 21 de marzo de 1928 - ibídem, 24 de febrero de 2014) fue un poeta español en lengua catalana.
Licenciado en medicina y cirugía en 1956, en 1974 obtiene el título de especialista en psiquiatría y ejerce como médico homeópata desde muy joven. También desde joven despierta su vocación poética y participa en antologías poéticas universitarias, gana el Premio Poesía Inédita de Cantonigròs con Cançons i altres poemes, que se editarán en su primer poemario, Soledat de paisatges, publicado en 1961.
En 1968 Joan Vergés gana el Premio Carles Riba de poesía con el poemario La vida nova, editado en 1970 por Ediciones Proa, del que el poema Em dius que el nostre amor ha sido musicado y cantado por Toti Soler, y posteriormente versionado también por Maria del Mar Bonet y Quimi Portet en su disco Hoquei sobre pedres. Más tarde Vergés gana el premio Ribas y Carreras de los Premios Recull de Blanes con su libro Com un bosc silenciós, donde se encuentran algunos de sus poemas cantados con música de Lluís Folch para diversos cantantes de formación clásica (Alicia Ferrar, Ziva Aró, Julia Arnó). En 1994 Vergés publica el poemario Ara és trist, editado por Mirall de Glaç.
Varios músicos y cantautores ligados al movimiento de la Nova cançó se interesan por la musicalidad de sus poemas, muy adecuados para ser cantados. Así, el guitarrista y cantante Toti Soler incluye en su disco Liebeslied seis poemas de Vergés; con su música escucharemos a Maria Cinta, quien cantará «Petita i blanca». Después Joan Manuel Serrat pone música con arreglos de Antoni Ros-Marbà al poema El vell, del poemario El gos, editado en 1965 por Edicions Ariel, ganador del Premio Joan Salvat Papasseit, y lo incluye en su disco Per al meu amic.
Posteriormente de nuevo Maria del Mar Bonet canta el poema Comiat a un amor adolescent con música propia y de Hilario Camacho en un disco editado en 1993. También el grupo Uc pone música al poema Provem altra vegada, con música de Isidor Marí para su disco Una ala sobre el mar, y el grupo Om interpretan «Vindrà la llum». Ovidi Montllor graba «Petita i blanca» con música de Toti Soler en su disco Bon vent i barca nova. Marc Parrot graba el tema «Em dius que el nostre amor» en su disco 50 Anys de la Nova Cançó (2009) y en 2013 Ester Formosa y Adolfo Osta graban el mismo tema de Joan Vergés y Toti Soler (música) en su disco La vida, anar tirant.